# Platensimycine
La platensimycine est un antibiotique.

## Découverte
Cette molécule, produite par une souche de Streptomyces platensis, a été découverte en 2006. Elle représente une classe jusqu'ici inconnue d'antibiotiques. La recherche systématique de molécules antibactériennes parmi 250 000 extraits naturels de terres originaires du monde entier effectuée par l'équipe de Jun Wang, du laboratoire de recherches de Merck, a permis de découvrir la platensimycine dans un extrait de terre africaine (Nature, 18 mai 2006).

## Mode d'action
Les antibiotiques de cette nouvelle classe agissent en bloquant les enzymes impliquées dans la synthèse des acides gras dont les bactéries ont besoin pour construire leurs membranes cellulaires. 

## Spectre d'activité
La platensimycine s'est révélée efficace contre des bactéries gram + et contre les Staphylococcus aureus multirésistants (= SAM ou SDRM : staphylocoque doré résistant à la méthicilline), responsables de redoutables infections nosocomiales.

## Intérêt thérapeutique
La plupart des antibiotiques datent des années 1940 et 1950 et, en quarante ans, seules deux classes d'antibactériens avaient été découvertes : la daptomycine et le linézolide. La platensimycine appartient à une troisième classe, d'où l'espoir suscité par cette découverte. Toutefois, en raison de la durée des essais préalables à toute AMM, cette molécule ne pourra pas intégrer la pharmacopée avant une dizaine d'années.